# Discours d'adieu
 (mars 2024).
La mise en forme du texte ne suit pas les recommandations de Wikipédia : il faut le « wikifier ».
Les points d'amélioration suivants sont les cas les plus fréquents. Le détail des points à revoir est peut-être précisé sur la page de discussion.
- Les titres sont pré-formatés par le logiciel. Ils ne sont ni en capitales, ni en gras.
- Le texte ne doit pas être écrit en capitales (les noms de famille non plus), ni en gras, ni en italique, ni en « petit »…
- Le gras n'est utilisé que pour surligner le titre de l'article dans l'introduction, une seule fois.
- L'italique est rarement utilisé : mots en langue étrangère, titres d'œuvres, noms de bateaux, etc.
- Les citations ne sont pas en italique mais en corps de texte normal. Elles sont entourées par des guillemets français : « et ».
- Les listes à puces sont à éviter, des paragraphes rédigés étant largement préférés. Les tableaux sont à réserver à la présentation de données structurées (résultats, etc.).
- Les appels de note de bas de page (petits chiffres en exposant, introduits par l'outil «  Source ») sont à placer entre la fin de phrase et le point final[comme ça].
- Les liens internes (vers d'autres articles de Wikipédia) sont à choisir avec parcimonie. Créez des liens vers des articles approfondissant le sujet. Les termes génériques sans rapport avec le sujet sont à éviter, ainsi que les répétitions de liens vers un même terme.
- Les liens externes sont à placer uniquement dans une section « Liens externes », à la fin de l'article. Ces liens sont à choisir avec parcimonie suivant les règles définies. Si un lien sert de source à l'article, son insertion dans le texte est à faire par les notes de bas de page.
- La présentation des références doit suivre les conventions bibliographiques. Il est recommandé d'utiliser les modèles {{Ouvrage}}, {{Chapitre}}, {{Article}}, {{Lien web}} et/ou {{Bibliographie}}. Le mode d'édition visuel peut mettre en forme automatiquement les références.
- Insérer une infobox (cadre d'informations à droite) n'est pas obligatoire pour parachever la mise en page.

Pour une aide détaillée, merci de consulter Aide:Wikification.
Si vous pensez que ces points ont été résolus, vous pouvez retirer ce bandeau et améliorer la mise en forme d'un autre article.

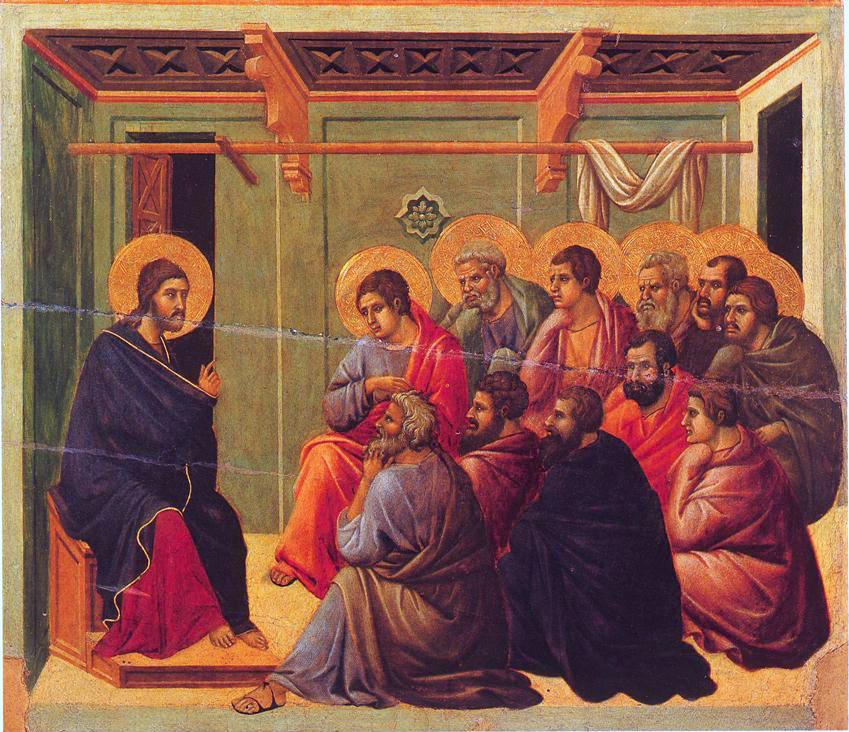
Jésus disant adieu à ses onze disciples restants, de La Maestà par Duccio, 1308-1311

Dans le Nouveau Testament, les chapitres 14 à 17 de l'Évangile selon Jean sont connus comme le Discours d'Adieu donné par Jésus à ses onze disciples immédiatement après la fin de la Cène à Jérusalem, la veille de sa crucifixion.
Le discours est généralement perçu comme ayant des éléments distincts. Premièrement, Jésus dit aux disciples qu'il s'en ira vers le Père, et qu'il enverra le Saint Esprit pour guider les disciples. Jésus accorde la paix sur les disciples et leur commande de s'aimer les uns les autres. L'expression de l'unité de l'amour entre Jésus et son Père, dans l'Esprit, comme cela s'applique aux disciples dans l'amour du Christ, est un élément clé dans le discours, manifesté de nombreuses fois dans le Nouveau Commandement : "Comme je vous ai aimés, vous aussi aimez-vous les uns les autres." 
La partie suivante du discours contient l'allégorie du Vrai Cep qui place Jésus comme le cep (la source de vie pour le monde) et les disciples comme les branches, bâtie sur le modèle de l'apostolat dans les évangiles,. Le Cep souligne de nouveau l'amour parmi les disciples, mais Jésus prévient les disciples des persécutions à venir : "Si le monde a de la haine contre vous, sachez qu’il en a eu d’abord contre moi". "Je vous ai parlé ainsi, afin qu’en moi vous ayez la paix. Dans le monde, vous avez à souffrir, mais courage ! Moi, je suis vainqueur du monde." Jean 16:33
Dans la partie finale du discours (Jean 17:1-26) Jésus prie pour ses disciples. Il s'agit de la plus longue prière de Jésus dans n'importe quels évangiles, et est connu comme la Prière d'Adieu ou la Prière sacerdotale,. Les éléments clés de la prière sont la glorification du Père et les demandes pour l'unité des disciples à travers l'amour. Jésus prie au Père que ses disciples "Que tous soient un, comme toi, Père, tu es en moi, et moi en toi" et qu'ils sachent "que tu les as aimés comme tu m’as aimé".

## Structure et vue d'ensemble

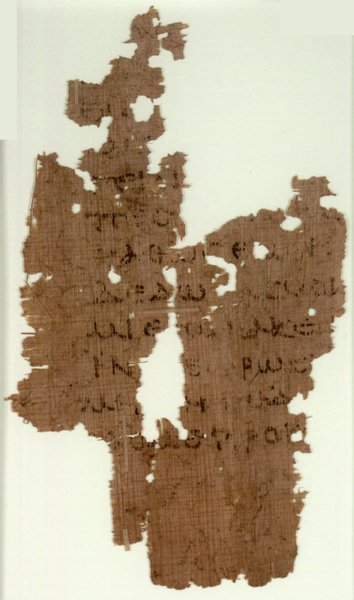
Papyrus 108 (deuxième ou troisième siècle) contenant Jean 17:23 de la fin du discours d'Adieu

Bien que les chapitres 13 à 17 de Jean peuvent être considérés comme une unité plus vaste, la majeure partie du chapitre 13 peut être considérée comme une préparation au départ, et la prière finale dans le chapitre 17 comme sa conclusion.
Le discours est précédé par 13:31-38 (juste après que Judas quitte la Cène), dans lequel Jésus donne le Nouveau Commandement aux onze disciples restants de "s'aimer les uns les autres" et prédit le reniement de Pierre de le connaître lors de sa crucifixion prochaine.
Le discours peut être séparé en quatre éléments :
- Premier discours : 14:1-31, le thème de cette partie est le départ et le retour; la paix et la joie, et est similaire au troisième discours. Jésus déclare qu'il s'en ira vers le Père, mais enverra le "Défenseur" aux disciples
- Second discours : 15:1-17. Cette partie est aussi appelée le Cep et parle de l'amour de Jésus et de Jésus comme étant la source de vue pour la communauté. A la fin de ceci, cela mène à la discussion de la haine du monde dans la prochaine partie.
- Troisième discours : 15:18-16:33. Cette partie traite de nouveau le départ de Jésus et le Défenseur qui viendra aux disciples; et contraste l'amour de Jésus avec la haine du monde.
- La "Prière d'Adieu" : 17:1-26. Ici Jésus présente cinq demandes spécifiques au Père comme il prie pour ses disciples et la communauté de disciples.

Cependant, cette structure en quatre parties n'est pas soumise à un accord universel parmi les chercheurs, et parfois, la troisième partie est supposée commencé au début du chapitre 16 de Jean. Certains chercheurs emploient une structure en trois parties dans laquelle les chapitres 15 et 16 forment une unité.
La déclaration "Je vous ai parlé ainsi" apparaît plusieurs fois au long du discours, et souligne que les mots d'adieu prononcés par Jésus ne doivent pas être oubliés. La déclaration "tant que je suis encore avec vous" met en évidence l'importance des dernières instructions données.
Ce discours est riche en contenu Christologique, il réitère la Préexistence du Christ dans Jean 17:5 lorsque Jésus mentionne la gloire qu'il avait avec le Père "avant que le monde existe".

## Les quatre éléments du discours

### Partie I: Je vous donne ma paix
Les trois éléments ici sont :

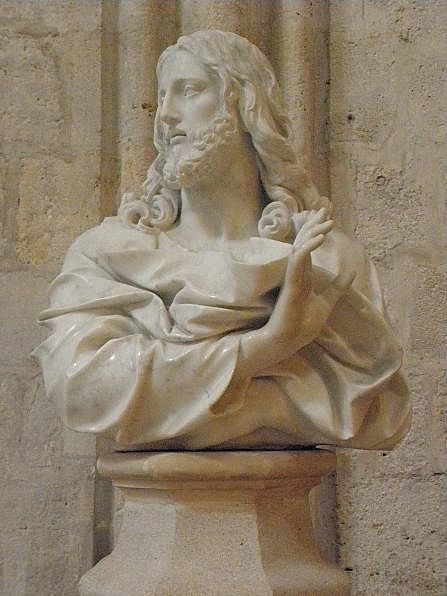
Statue de Jésus accordant sa bénédiction, Cathédrale Notre-Dame de Paris

- Jésus dit qu'il s'en ira vers le Père et réaffirme sa relation divine avec lui (14:1-14)
- Commandement de l'amour, et la venue de l'Esprit Saint (14:15-24)
- Jésus accorde sa paix et rassure les disciples de ne pas craindre (14:25-31)

Au début de cette partie Jésus dit aux disciples qu'il s'en ira vers le Père, les rendant nerveux concernant son départ. Il leur assure pourtant qu'il « ira leur préparer une place » dans la maison de son Père et qu'ils savent que le chemin est à travers lui. "Je suis le chemin, la vérité et la vie : personne ne va vers le Père sans passer par moi" (14:6) identifie Jésus comme l'unique chemin vers le Père, qui faisait alors partie des enseignements de la première communauté chrétienne (voir Actes 4:12) Jésus affirme son unité avec le Père dans Jean 14:7-9 :
"Puisque vous me connaissez, vous connaîtrez aussi mon Père" et "Celui qui m’a vu a vu le Père".
La déclaration en Jean 14:11 "Je suis dans le Père, et le Père est en moi" affirme en outre la relation particulière de Jésus et le Père.
La déclaration en Jean 14:26: "l’Esprit Saint que le Père enverra en mon nom" est au sein de la structure des "relations d'envoi" dans l'évangile de Jean. En Jean 9:4 (et aussi 14:24) Jésus mentionne le Père comme "celui qui m'envoie", et en Jean 20:21 déclare "De même que le Père m’a envoyé, moi aussi, je vous envoie" où il envoie les disciples. En Jean 15:26 Jésus envoie également l'Esprit : "je vous enverrai d’auprès du Père, lui, l’Esprit de vérité qui procède du Père, il rendra témoignage en ma faveur" Dans l'évangile de Jean, l'Esprit n'est jamais envoyé; il est "l'envoyeur", mais est envoyé par le Père et Jésus (cependant, voir polémique Querelle du Filioque).
L'attribution de la paix par Jésus en 14:27 met spécifiquement en contraste avec la « paix du monde » en déclarant : 
"Je vous laisse la paix, je vous donne ma paix ; ce n’est pas à la manière du monde que je vous la donne."
Koestenberger soutient que cela risquait probablement d'opposer la « paix céleste » de Jésus aux tentatives de paix du monde à l'époque, comme la Pax Romana établie par l'Empereur Auguste. L'emploi du terme paix (eirene en Grec) est rare dans l'Évangile selon Jean, et à part un autre cas dans le Discours d'Adieu (16:33), il est seulement employé par Jésus ressuscité en Jean 20:19-26.

### Partie II: Je suis le cep, vous les branches

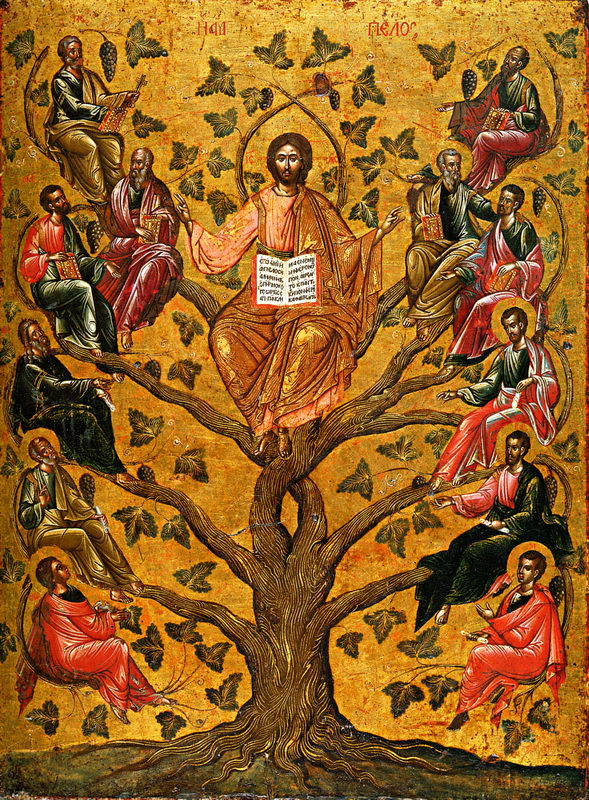
Christ le Vrai Cep, 16ème siècle icône Grecque

Cette partie est une méditation de Jésus comme la source de vie pour la communauté et s'appuie sur le modèle de l'apostolat dans les évangiles.
Au début Jésus déclare : "Je suis le vrai cep", menant à l'emploi du terme Le Cep pour mentionner cet enseignement. Les disciples sont mentionnés comme les branches qui dépendent du cep :
"Moi, je suis la vigne, et vous, les sarments. Celui qui demeure en moi et en qui je demeure, celui-là porte beaucoup de fruit, car, en dehors de moi, vous ne pouvez rien faire." - Jean 15:5
Les passages dans Jean 15:9-10 font des parallèles entre la relation entre Jésus et les disciples avec celle du Père et Jésus : 
"Comme le Père m’a aimé, moi aussi je vous ai aimés"
"Si vous gardez mes commandements ... comme moi, j’ai gardé les commandements de mon Père".
Plus tard dans le discours, ce modèle est répété dans Jean 17:18 dans lequel Jésus "envoie les disciples au monde", comme le Père l'a envoyé au monde.
Ce modèle d'apostolat souligne de nouveau les enseignements du Bon Pasteur dans Jean 10:1-21 dans lequel "donne sa vie" dans l'obéissance.
Et Jésus mentionne désormais ses disciples comme amis : 
"Vous êtes mes amis si vous faites ce que je vous commande" - Jean 15:14
Cet élément du discours termine à nouveau en 15:17 en réitérant l'importance de l'amour : "Voici ce que je vous commande : c’est de vous aimer les uns les autres."

### Partie III: Si le monde a de la haine contre vous

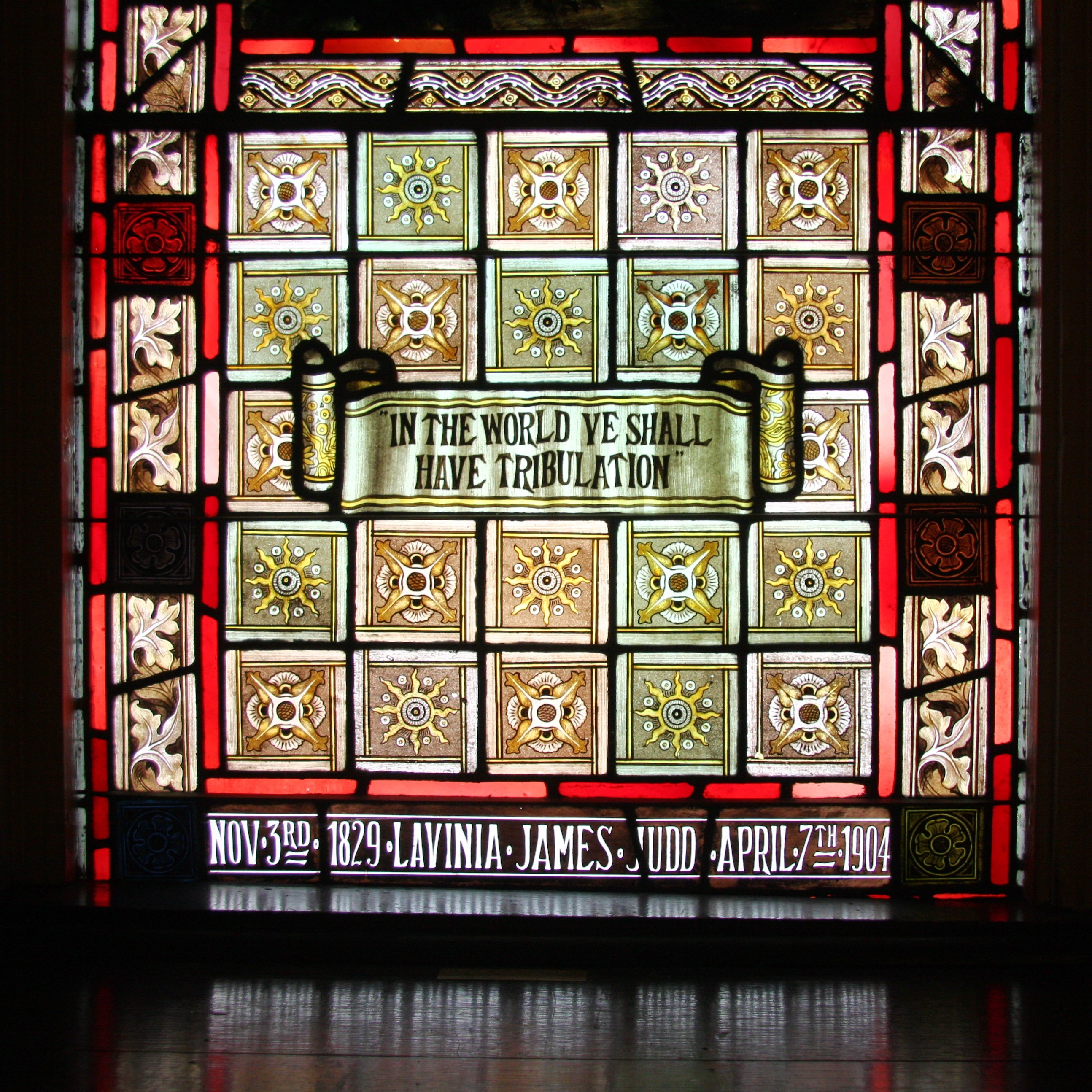
Vitrail avec une citation du Discours d'Adieu : "Dans le monde, vous avez à souffrir."

Dans Jean 15:18-16:33 Jésus prépare ses disciples au conflit et la haine du monde, leur rappelant qu'il a également affronté l'adversité : 
"Si le monde a de la haine contre vous, sachez qu’il en a eu d’abord contre moi." ... "Ils m’ont haï sans raison."
Avertissant les disciples des persécutions à venir il dit : 
"Si l’on m’a persécuté, on vous persécutera, vous aussi"
Cela établit encore une fois des parallèles entre Jésus et ses disciples, comme cela avait été dessiné plus tôt dans le discours. Dans la Première épître de Jean (3:13) cela est de nouveau rappelé aux frères encore de cela :  "Ne soyez pas étonnés, frères, si le monde a de la haine contre vous". Faisant à nouveau des parallèles, Jésus déclare en Jean 15:23 :
"Celui qui a de la haine contre moi a de la haine aussi contre mon Père"
Mais Jésus console les disciples en leur assurant qu'il enverra l'Esprit de Vérité" afin de rendre son témoignage : 
"Quand viendra le Défenseur, que je vous enverrai d’auprès du Père, lui, l’Esprit de vérité qui procède du Père, il rendra témoignage en ma faveur"
Et Jésus ajoute qu'à moins qu'il parte l'Esprit Saint ne viendra pas, et indique que la poursuite de son œuvre dans le monde sera réalisée par le Saint Esprit.
Jésus assure également aux disciples de l'amour du Père pour eux, dessinant à nouveau des parallèles : 
"Car le Père lui-même vous aime, parce que vous m’avez aimé et vous avez cru que c’est de Dieu que je suis sorti."
"Dans le monde, vous avez à souffrir, mais courage ! Moi, je suis vainqueur du monde."
Après ces déclarations, Jésus commence une série de prières pour les disciples.

### Partie IV: Prière d'Adieu

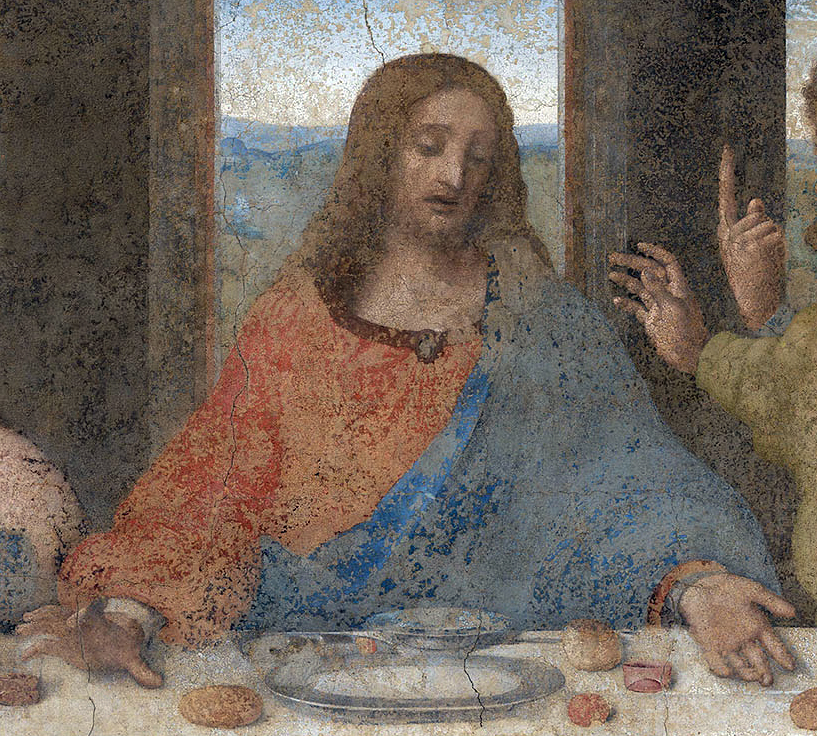
Jésus représenté dans La Cène, de Léonard de Vinci

Jean 17:1-26 est généralement connu comme la Prière d'Adieu ou la Prière Sacerdotale. C'est de loin la plus longue prière de Jésus dans n'importe quels évangiles. Tandis que les parties précédentes du discours sont adressées aux disciples, cette dernière partie s'adresse au Père, comme Jésus tourne ses yeux vers le ciel et prie.
La prière se déroule à un moment unique dans le ministère de Jésus, comme la fin de ses instructions finales à ses disciples, et au début de sa Passion. Une fois la prière finie, les événements de la Passion de Jésus s'enchaînent plutôt rapidement.
La prière commence par la demande de Jésus pour sa glorification par le Père, étant donné que l'achèvement de son œuvre et poursuit par une intercession pour la réussite des œuvres de ses disciples et la communauté de ses disciples.
Un élément clé de la prière est la glorification du Père. Dans un premier temps, Jésus parle avec le Père concernant leur relation, réitérant ainsi indirectement cela aux disciples.
Puis reflétant la nature de leur relation, Jésus demande au Père de le glorifier comme il a glorifié le Père, comme il l'avait glorifié dans son ministère terrestre - mentionnant le sujet de la vie éternelle, déclarant en Jean 17:3 :
"Or, la vie éternelle, c’est qu’ils te connaissent, toi le seul vrai Dieu"
La Prière d'Adieu se compose des cinq demandes suivantes :
- 17:1-5 : Demande de glorification basée sur l'achèvement de son œuvre
- 17:6-10 : Demandes pour ses disciples
- 17:11-19 : Demande pour la préservation et la sanctification des « siens » dans le monde
- 17:20-23 : Demande pour l'unité des "siens"
- 17:24-26 : Demande pour l'union des "siens" avec lui-même

Les deux dernières demandes sont pour l'unité, caractérisées par :
"Et moi, je leur ai donné la gloire que tu m’as donnée, pour qu’ils soient un comme nous sommes UN." - Jean 17:22
"Je leur ai fait connaître ton nom, et je le ferai connaître, pour que l’amour dont tu m’as aimé soit en eux, et que moi aussi, je sois en eux." - Jean 17:26
avec la demande finale étant pour l'unité éternelle de Jésus avec ses disciples.

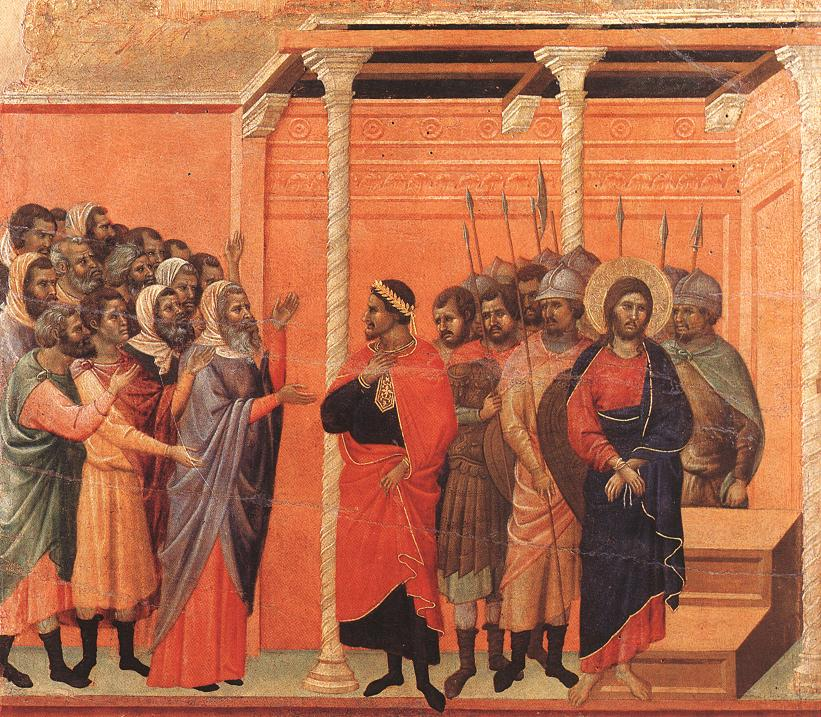
Jésus (à droite) étant accusé par les Pharisiens, le jour suivant la Cène, par Duccio

Les références à "ton nom" en Jean 17:6 et Jean 17:26 soulignent l'importance du nom de Dieu dans le Christianisme, qui dans les enseignements Chrétiens (par Cyrille d'Alexandrie) a été perçu comme une représentation du système global de la "vérité divine" révélé au fidèle "qui croit en son nom" comme dans Jean 1:12,.

## Historicité
Le Jesus Seminar a soutenu que les versets Jean 14:30-31 représentent une conclusion, et que les trois chapitres suivants ont été introduits dans le texte plus tard. Cette argument considère que le discours d'adieu n'est pas authentique, et postule qu'il fût élaboré après la mort de Jésus. De la même façon, Stephen Harris a interrogé l'authenticité du discours puisqu'il n'apparaît que dans l'Évangile selon Jean, et pas dans les évangiles synoptiques. Cependant, des spécialistes de la Bible tel que Herman Ridderbos voit Jean 14:30-31 comme une "fin provisoire" à cette partie du discours et non à la fin du discours entier.
Fernando Segovia avait soutenu qu'à l'origine, le discours ne s'agissait que du chapitre 14, et les autres chapitres ont été ajoutés par la suite, mais Gary M. Burge s'oppose à cet argument étant donné l'unité théologique et littéraire globale de l'œuvre et le fait que le discours a beaucoup en commun avec l'Évangile dans son ensemble.
En 2004, Scott Kellum publia une analyse détaillée de l'unité littéraire du discours d'adieu entier et déclara qu'il montre qu'il fût rédigé par un seul auteur, et que sa structure et sa position au sein de l'Évangile selon Jean est cohérent avec le reste de cet évangile.

## Voir également
- Évangile selon Jean
- Paraclet